# 瓦尔达尼奥
瓦尔达尼奥（義大利語：Valdagno），是意大利威尼托大区维琴察省的一个市镇。总面积50.2平方公里，人口26829人，人口密度534.4人/平方公里（2009年）。国家统计（ISTAT）代码为024111。

## 友好城市
- 德国基姆湖畔普林 1987年